# UFC Fight Night: Smith vs. Rakić
UFC Fight Night: Smith vs. Rakić (también conocido como UFC Fight Night 175, UFC on ESPN+ 33 y UFC Vegas 8) fue un evento de artes marciales mixtas producido por Ultimate Fighting Championship que tuvo lugar el 29 de agosto de 2020 en las instalaciones del UFC Apex en Enterprise, Nevada, parte del área metropolitana de Las Vegas, Estados Unidos.

## Antecedentes
Los responsables de la promoción tenían como objetivo originalmente un combate de Peso Pluma entre el ganador de The Ultimate Fighter: Latin America, Yair Rodríguez y Zabit Magomedsharipov. Sin embargo, Rodríguez se retiró del combate el 5 de agosto por una lesión de tobillo y Magomedsharipov anunció que no lucharía en el evento. El emparejamiento estaba programado por primera vez en UFC 228 en septiembre de 2018, pero Rodríguez también se retiró de ese evento con una lesión. El emparejamiento fue reprogramado para UFC 254.
El 15 de agosto, se anunció que el combate de peso semipesado que ya estaba programado para el evento entre el ex retador del Campeonato de Peso Semipesado de la UFC Anthony Smith y Aleksandar Rakić serviría como evento principal a tres asaltos.
Emily Whitmire tenía previsto enfrentarse a Polyana Viana en un combate de peso paja femenino en UFC 248 a principios de este año. Sin embargo, Whitmire pesó 117.5 libras, una libra y media por encima del límite de peso paja para el combate sin título. Posteriormente fue hospitalizada el día del evento, por lo que se canceló el combate. El emparejamiento fue reprogramado para este evento en su lugar. Al parecer, se reprogramó como un combate de peso mosca femenino, pero finalmente se celebró como un combate de peso paja femenino.
Un combate de peso pluma entre el ex aspirante al Campeonato de Peso Pluma de la UFC Ricardo Lamas y el ganador de The Ultimate Fighter: Team McGregor vs. Team Faber Ryan Hall también estaba programado inicialmente a principios de este año en UFC Fight Night: Hermansson vs. Weidman, pero el evento fue cancelado a mediados de marzo debido a la pandemia de COVID-19. El emparejamiento fue reprogramado para este evento. A su vez, Hall se retiró por razones no reveladas una semana antes del evento. Fue sustituido por el recién llegado a la promoción Bill Algeo.
En este evento estaba previsto un combate de peso wélter entre Neil Magny y Geoff Neal. Sin embargo, Neal se retiró del evento el 9 de agosto debido a un grave caso de neumonía que evolucionó a sepsis. Fue sustituido por el ex Campeón del Peso Wélter de la UFC Robbie Lawler. Ahora se espera que el emparejamiento original tenga lugar en UFC on ESPN: Rodríguez vs. Waterson.
En este evento se esperaba la revancha de peso semipesado entre Magomed Ankalaev e Ion Cuțelaba. La pareja se enfrentó por primera vez en UFC Fight Night: Benavidez vs. Figueiredo, donde Ankalaev ganó por un controvertido nocaut. En un principio se esperaba que el combate tuviera lugar en UFC 249, en su fecha original del 18 de abril. Sin embargo, Ankalaev se vio obligado a retirarse del evento debido a las restricciones de viaje relacionadas con la pandemia de COVID-19. Más tarde, se reagruparon para UFC 252, pero Cuțelaba se retiró después de dar positivo por COVID-19 y el combate se reprogramó para este evento. Cuțelaba volvió a dar positivo el día del evento, lo que provocó una nueva cancelación de este combate.
El combate de peso pluma entre Alex Caceres y Giga Chikadze estaba programado inicialmente para celebrarse tres semanas antes en UFC Fight Night: Lewis vs. Oleinik, pero se retrasó a este evento por razones no reveladas. A su vez, Chikadze se retiró del combate el 26 de agosto tras dar positivo por COVID-19 y fue sustituido brevemente por el recién llegado a la promoción Kevin Croom. Posteriormente, al día siguiente, Croom fue retirado y sustituido por su compañero recién llegado Austin Springer.
Un combate de peso medio entre Maki Pitolo y la recién llegada a la promoción Impa Kasanganay estuvo brevemente vinculado a UFC on ESPN: Munhoz vs. Edgar una semana antes. Sin embargo, los responsables de la promoción decidieron trasladar el emparejamiento una semana más tarde a este evento.
En este evento estaba previsto un combate de peso medio entre Saparbek Safarov y Julian Marquez. Sin embargo, el combate se trasladó a UFC Fight Night: Blaydes vs. Lewis, en noviembre, después de que Safarov se enfrentara a restricciones de viaje relacionadas con la pandemia de COVID-19.
En el pesaje, Hannah Cifers y Austin Springer no alcanzaron el peso para sus respectivos combates. Cifers pesó 117 libras, una libra por encima del límite de combate de peso paja. Springer pesó 151 libras, cinco libras por encima del límite de peso pluma. Ambos combates se celebraron en el peso acordado y se les impuso una multa del 20% y el 30% de sus bolsas individuales, respectivamente, que fueron a parar a sus oponentes Mallory Martin y Alex Caceres.

## Premios de bonificación
Los siguientes luchadores recibieron bonificaciones de $50000 dólares.
- Pelea de la Noche: Ricardo Lamas vs. Bill Algeo
- Actuación de la Noche: Sean Brady y Mallory Martin